# Lasarew-Schelfeis
Koordinaten: 69° 37′ S, 14° 45′ O
Das Lasarew-Schelfeis ist ein rund 80 km langes Schelfeis vor der Prinzessin-Astrid-Küste des ostantarktischen Königin-Maud-Lands. Es liegt zwischen Leningradskiy Island und der Werbljud-Insel.
Erste Luftaufnahmen und Kartierungen entstanden bei der Deutschen Antarktischen Expedition 1938/39 unter der Leitung Alfred Ritschers. Weitere Erkundungen unternahmen Mitglieder einer sowjetischen Antarktisexpedition im Jahr 1959. Namensgeber ist der russische Admiral Michail Lasarew (1788–1851), Teilnehmer der ersten russischen Antarktisexpedition (1819–1821) unter Fabian Gottlieb von Bellingshausen.